# サンドポイント (アイダホ州)

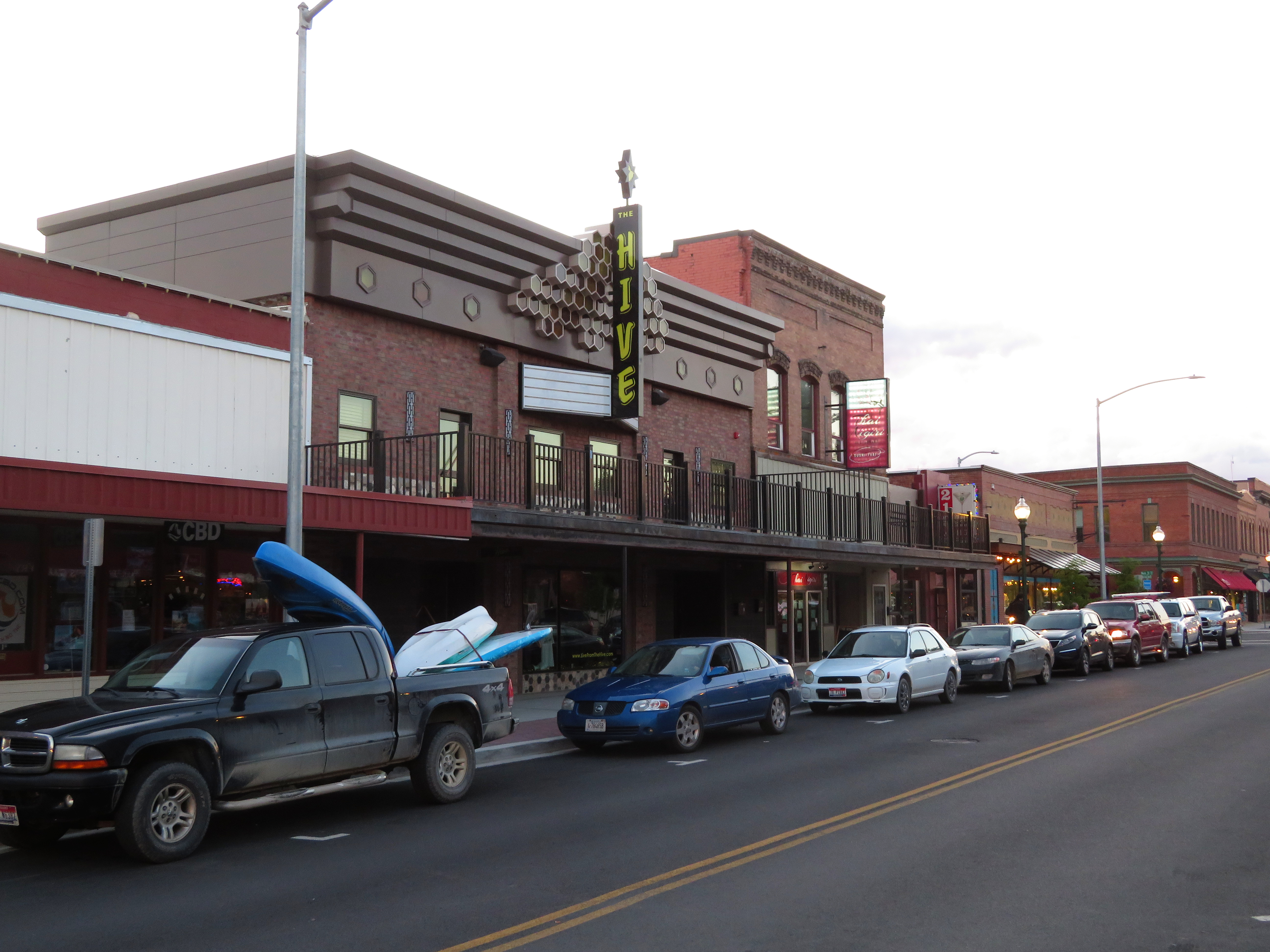
ダウンタウン

サンドポイント（Sandpoint）は、アメリカ合衆国アイダホ州の都市。ボナー郡の郡庁所在地である。人口は8,636人（2020年）。

## 名称の由来
名称は探検家・地図製作者・毛皮商人であるデイビッド・トンプソンが1809年に「砂の岬（a point of sand）」と紹介したのに由来する。

## 地理

ボナー郡内の位置

通称「アイダホ・パンハンドル」と呼ばれる州北部に位置している。

## 交通機関
- サンドポイント駅：アムトラックの長距離列車エンパイア・ビルダーが停車する。
- サンドポイント空港：市街地の北にあるゼネラル・アビエーション空港

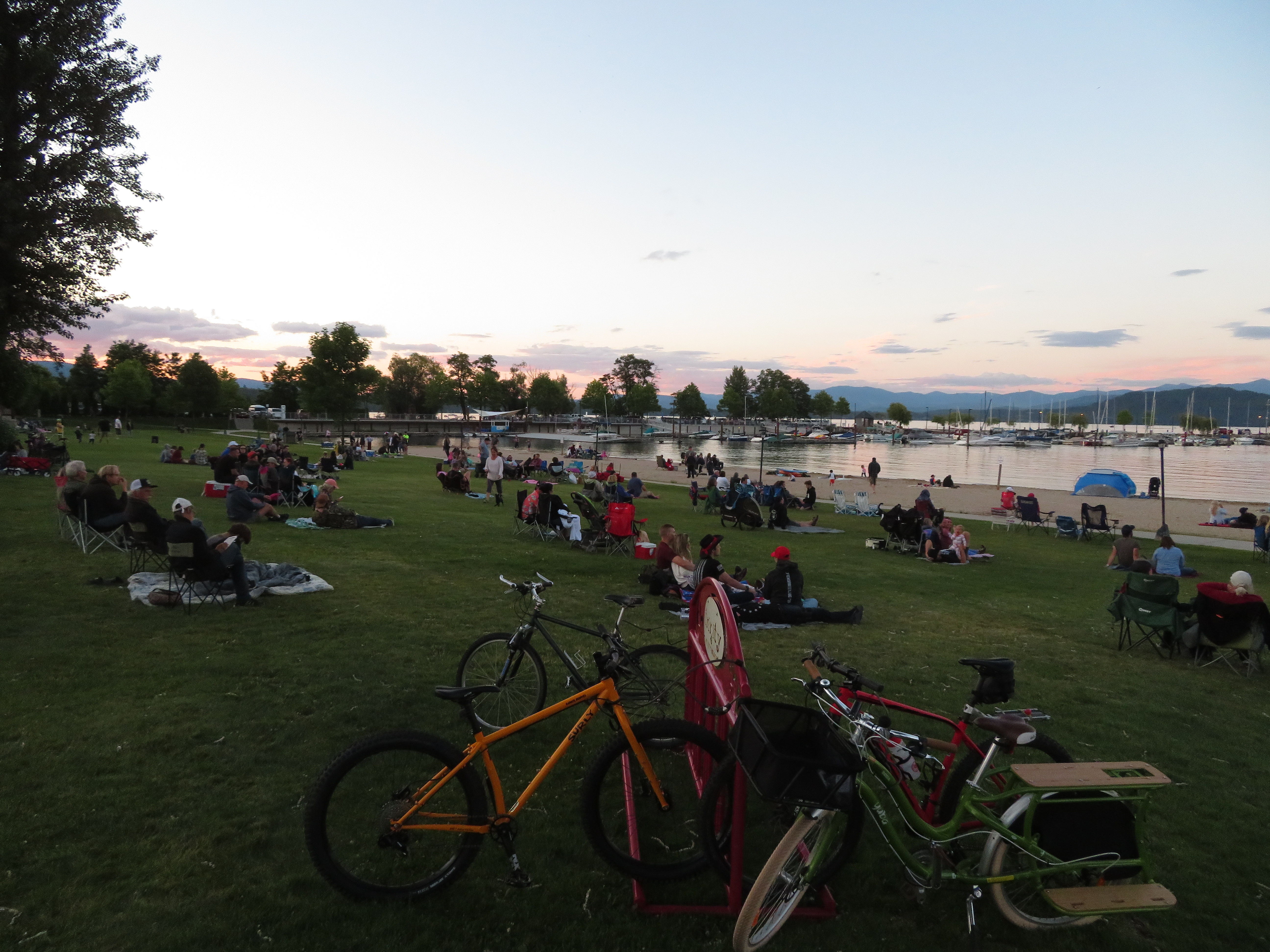
7月4日の公園